# Bernadett Zágor
Bernadett Zágor (Veszprém, 31 gennaio 1990) è una calciatrice ungherese, attaccante del St. Pölten e della nazionale ungherese.

## Carriera

### Club
Bernadett Zágor si avvicina al calcio già in giovane età, tesserandosi inizialmente con il Ajka-Padragkút, passando all'età di 14 anni al Gizella Veszprémi e, dopo una stagione, al Ferencváros, giocando nelle sue formazioni giovanili oltre a essere inserita in rosa con la squadra titolare dalla stagione 2005-2006, esordendo in Női NB I, massimo livello del campionato ungherese di categoria. Con il rimane sei stagioni prima di passare alle rivali del MTK Hungária, altra importante squadra di Budapest. Con quest'ultima gioca dalla stagione 2011-12, contribuendo alla conquista di tre titoli nazionali di seguito e due coppe d'Ungheria, e grazie alla conquista del primo posto in Női NB I fa il suo debutto in una competizione UEFA per club il 16 agosto 2011, durante la fase di qualificazione all'edizione 2011-12 di Champions League, dove l'MTK Hungária pareggia per 0-0 con le portoghesi del 1º Dezembro.
All'inizio del 2014 si è trasferita all'ASA Târgu Mureș in Romania. È tornata al Ferencváros per la stagione 2014-2015.

### Nazionale
Zágor viene selezionata per vestire la maglia della Nazionale ungherese Under-19, inserita nella rosa della formazione impiegata durante la prima fase di qualificazione all'edizione 2007 del campionato europeo di categoria. In quell'occasione fa il suo debutto il 26 settembre 2006, in occasione della partita vinta per 3-1 sulle pari età del Portogallo.

## Palmarès

### Club
- Női Nemzeti Bajnokság I: 5

MTK Hungária : 2011-12, 2012-13, 2013-14
Ferencváros: 2014-15, 2015-16
- Női Magyar Kupa: 4

MTK Hungária : 2012-13, 2013-14
Ferencváros: 2014-15, 2015-16